# 日本経営数理コンサルティング
日本経営数理コンサルティング株式会社（にほんけいえいすうりコンサルティング）は保険会社や共済組合の数理コンサルティングを主要業務とし、保険商品開発支援やM&A支援などに業務拡大した会社。

## 概要
2004年に設立され、2006年に保険業法で認められた少額短期保険や2011年に認められた公益法人共済の認可特定保険の設立支援を主要業務としているが、巨大生保のコンサルティングも行っている。創業者は藤中章三社長。
また、保険や共済の数理コンサルティングだけでなく、年金財政や国家財政などの公的なリスクについても解決策を提言している。2015年にグループ会社として保険を中心とした政治経済に関する日産データバンクを創業している。